# Mikołaj Oborski
Mikołaj Oborski herbu Pierzchała (ur. 1611, zm. 16 kwietnia 1689 w Krakowie) – biskup pomocniczy krakowski, kantor kapituły katedralnej poznańskiej w latach 1652–1657, tytularny biskup Laodycei.

## Życiorys
Był synem Jana, dziedzica na Łukowcu w ziemi czerskiej i Anny z Olędzkich oraz bratankiem biskupa Tomasza Oborskiego.
Studiował w Akademii Krakowskiej, następnie w Rzymie, gdzie w 1636 r. otrzymał święcenia kapłańskie, a następnie został doktorem praw.
Kanonik chełmiński, krakowski od roku 1636, a od 1651 r. kanonik poznański. W roku 1655 nadzorował wywiezienie z Krakowa zbiorów skarbca katedralnego, od 1657 r. administrator diecezji krakowskiej i księstwa siewierskiego.
W 1658 r. został biskupem pomocniczym krakowskim. Konsekrował 193 kościoły, wyświęcił blisko 3 tysiące księży.
Witał w imieniu kapituły krakowskiej króla Michała Korybuta Wiśniowieckiego, w 1676 r. chrzcił córkę króla Jana III Sobieskiego Teresę Kunegundę.
Uczestniczył w procesach beatyfikacyjnych Szymona z Lipnicy, księżnej Salomei, księżnej Kingi i biskupa krakowskiego Wincentego Kadłubka.
Katedrze wawelskiej podarował barokową monstrancję, zdobiący ją krzyżyk według tradycji niegdyś był własnością królowej Anny Jagiellonki. Z jego funduszy odnowiono także relikwiarz na rękę św. Stanisława.
Pochowany został w katedrze wawelskiej, gdzie do dziś znajduje się barokowe epitafium z portretem biskupa.